# Yam Island
Yam Island är en ö i Australien. Den ligger i delstaten Queensland, omkring 2 200 kilometer nordväst om delstatshuvudstaden Brisbane. Arean är 2,4 kvadratkilometer. Den sträcker sig 1,8 kilometer i nord-sydlig riktning, och 2,1 kilometer i öst-västlig riktning.
Savannklimat råder i trakten. Genomsnittlig årsnederbörd är 1 747 millimeter. Den regnigaste månaden är mars, med i genomsnitt 349 mm nederbörd, och den torraste är september, med 21 mm nederbörd.